# Перпонхер Седльницки, Хендрик Георг де
Хендрик Георг де Перпонхер Седльницки (нидерл. Hendrik George de Perponcher Sedlnitsky; 19 мая 1773, Гаага, Нидерланды, — 29 ноября 1856, Дрезден, Королевство Саксония) — нидерландский дипломат и военный деятель, герой сражений при Катр-Бра и Ватерлоо, граф.

## Биография
Происходил из древнего голландского дворянского рода. Образование получил в Англии и Брауншвейге.
В 1790 году поступил на военную службу поручиком в голландскую армию, участвовал в кампании 1793 года против Франции и за отличие был произведён в ротмистры и назначен адъютантом принца Фридриха Оранского, которому он спас жизнь в сражении при Вервике. В том же деле ему удалось освободить принца Карла Нассау-Вейльбургского от угрожавшего ему плена.
В 1794 году Перпонхер последовал за семейством наследственного обер-штатгальтера в Англию. В 1795 году поступил капитаном и адъютантом принца Фридриха Оранского в австрийскую службу и участвовал в походах 1796 и 1797 годов, отличился в сражениях при Келе и Клагенфурте.
По смерти принца Фридриха в Падуе, герцог Йорк уговорил Перпонхера перейти майором в егерский полк Левенштейна англо-германского легиона. Полком этим он командовал в кампаниях в Германии и Египте, откуда раненый в 1802 году, вернулся в Англию.
В 1804 году Перпонхер отправился на Мальту, в чине подполковника; в 1807 году произведён в полковники и бригадиры Лузитанского (Португальского) легиона в Опорто. В 1808 году, будучи начальником штаба армии графа Рослина, он был назначен в экспедицию на остров Валхерн; но по случаю издания Наполеоном закона о конфискации имений всех голландцев, находящихся на службе в других государствах, он вынужден был оставить английскую службу и на время возвратиться на родину, где как известный приверженец Оранского дома, находился под полицейским надзором.
В 1813 году Перпонхер деятельно действовал против войск Наполеона и своей энергией заставил командовавшего в Хаге французского генерала сдаться на капитуляцию. Принц Оранский, возвратившись из Англии в Голландию, принял бразды правления и послал Перпонхера с важными поручениями к союзным государям в качестве своего генерал-адъютанта. По возвращении он был произведён в генерал-майоры и назначен начальником вновь формировавшихся тогда голландских войск. С ними и в соединении с англичанами и пруссаками он блокировал Горкум, Берген-оп-Зоом и Антверпен. После Парижского мира он занял должность посланника в Берлине.
В 1815 году Перпонхер, будучи генерал-лейтенантом и командиром 2-й дивизии нидерландских войск, снова сражался против Наполеона и вопреки приказу герцога Веллингтона удержал важную позицию в сражении при Катр-Бра. Этим он весьма способствовал общей победе в сражении при Ватерлоо, в котором также был одним из деятельнейших участников. В награду за оказанные им подвиги, Перпонхер получил от короля Нидерландов графский титул. По окончательном изгнании Наполеона Перпонхер был снова отправлен послом в Берлин.
Скончался 29 ноября 1856 года в Дрездене.
У Перпонхера было три сына, все они состояли на прусской службе. Старший сын Вильгельм был камергером и министром-резидентом в Нассау и Франкфурте-на-Майне, затем был посланником Пруссии в Неаполе, Гааге, Мюнхене и Брюсселе. Средний сын Фридрих также был камергером. Младший сын Людвиг состоял капитаном прусских королевских замков.